# Mount Nelson (berg i Grenada)
Mount Nelson är ett berg i Grenada.   Det ligger i parishen Saint Mark, i den centrala delen av landet, 14 km nordost om huvudstaden Saint George's. Toppen på Mount Nelson är 513 meter över havet. Mount Nelson ligger på ön Grenada. Det ingår i Saint Marks Mountains.
Terrängen runt Mount Nelson är kuperad. Havet är nära Mount Nelson åt nordväst. Runt Mount Nelson är det tätbefolkat, med 286 invånare per kvadratkilometer. Närmaste större samhälle är Gouyave, 5,0 km väster om Mount Nelson. I omgivningarna runt Mount Nelson växer i huvudsak städsegrön lövskog.